# Andrew Hamilton Russell
Sir Andrew Hamilton Russell KCB, KCMG, DSO, novozelandski general, * 23. februar 1868, † 29. november 1960.